# Фёдоровка (Фастовский район)
Фёдоровка (укр. Федорівка) — село, входит в Фастовский район Киевской области Украины.
Население по переписи 2001 года составляло 127 человек. Почтовый индекс — 08511. Телефонный код — 4565. Занимает площадь 0,94 км². Код КОАТУУ — 3224980803.

## Местный совет
08511, Киевская область, Фастовский р-н, с. Великие Гуляки, ул. Ленина, 1